# IF Sundsvall/Timrå Hockey
IF Sundsvall/Timrå Hockey, Sundsvall/Timrå Hockey, S/T Hockey, ST Hockey, var namnet på representationslaget för en kortvarig sammanslagning mellan ishockeyklubbarna Timrå IK och IF Sundsvall Hockey i Division I 1990-1992. Efter att samarbetet mellan Sundsvall och Timrå upphört spelade Timrå kvar under namnet Sundsvall/Timrå ytterligare tre säsonger. Den mest kände spelaren som var med under åren med S/T Hockey är Fredrik Modin. Ulf Weinstock tränade laget tillsammans med Sune Bergman innan den senare ersattes av Magnus Billman. Weinstock följdes av Juhani Tamminen, Ulf Thors och Lars-Eje Lindström innan laget återgick till namnet Timrå IK och parentesen S/T Hockey var över. 

## Historik

### Förhistoria
Timrå IK och dess föregångare Wifstavarvs IK och Östrands IF var från ishockeyns födelse i Medelpad på 1930-talet fram till mitten av 1980-talet ohotade dominanter i distriktet. På grund av sportsliga misslyckanden, bland annat degradering från Elitserien, och svag ekonomi gick klubben kräftgång. Grannföreningen IF Sundsvall Hockey nådde under säsongerna 1987-1989 större framgångar än Timrå, bland annat med spel i allsvenskan (då slutspelsserie för Division I, som var den näst högsta serien). Ekonomin tog dock stryk även för IF Sundsvall Hockey. 

### Sammanslagningen
Ledningarna för de båda klubbarna och representanter för det lokala näringslivet kom fram till att ett samgående mellan de båda föreningarna skulle ge bättre resurser och göra det möjligt att satsa på högsta serien. Föreningen IF Sundsvall/Timrå Hockey ("S/T Hockey") bildades 1990 för att bedriva elitverksamheten i Timrå Isstadion. Ett farmarlag skapades också, IF Tunadal Hockey, som spelade i Gärdehallen i Sundsvall. Båda lagen spelade i division I (då den näst högsta serien). Första säsongen var båda i den norra serien vilket gjorde att elitlaget och farmarlaget mötte varandra. S/T Hockey nådde Playoff till Elitserien, medan Tunadal säkrade nytt kontrakt.

### Återgång till separata lag
Andra säsongen nådde S/T Hockey Allsvenskan (slutspelsserie för division I till elitserien/SHL), men slutade näst sist. Samtidigt misslyckades Tunadal, som flyttats till den östra division I-serien, att klara kontraktet och degraderades till division II som var dåvarande tredjeserien. Åter var det stora problem med ekonomin i den sammanslagna föreningen. IF Sundsvall Hockey-lägret valde då att avsluta samarbetet och Tunadal återtog 1992 namnet IF Sundsvall Hockey. Sundsvall Hockey tog sig åter till näst högsta serien efter två säsonger i tredje högsta serien. Timrålaget behöll namnet från sammanslagningen i ytterligare några år efter upplösningen och återtog inte det klassiska namnet Timrå IK förrän inför säsongen 1995/1996. Timrå IK avancerade till Elitserien år 2000.

## Säsonger
| Säsong                    | Division                  | Placering                 | Vårserie/Slutspel         | Playoff/Kval/SM                          |
| IF Sundsvall/Timrå Hockey | IF Sundsvall/Timrå Hockey | IF Sundsvall/Timrå Hockey | IF Sundsvall/Timrå Hockey | IF Sundsvall/Timrå Hockey                |
| ------------------------- | ------------------------- | ------------------------- | ------------------------- | ---------------------------------------- |
| 1990/1991                 | Division I Norra          | 3                         | 2:a i fortsättningsserien | Utslagna av Väsby i playoff              |
| 1991/1992                 | Division I Norra          | 1                         | 9:a i Allsvenskan         |                                          |
| 1992/1993                 | Division I Norra          | 4                         | 1:a i fortsättningsserien | Playoff: Besegrar Roma, utslagna av Mora |
| 1993/1994                 | Division I Norra          | 4                         | 2:a i fortsättningsserien | Utslagna av Hammarby i playoff           |
| 1994/1995                 | Division I Norra          | 5                         | 3:a i fortsättningsserien |                                          |